# Кермадек (жёлоб)
Керма́дек — глубоководный жёлоб в юго-западной части Тихого океана. На севере соединяется с жёлобом Тонга. Располагается у восточного подножия островов Кермадек почти в меридиональном направлении.
Длина около 1200 км. Кермадек был открыт в 1889 году экспедицией британского судна «Пингвин». Максимальная глубина 10 047 м — была измерена в 1958 году во время рейса советского научно-исследовательского судна «Витязь».
Жёлоб назван в честь Юона де Кермадека.

## Фауна
В 2012 году на дне впадины были обнаружены бокоплавы — представители вида Alicella gigantea. Большинство бокоплавов небольшие — около 2 см длиной, но эти — молочно-белые — рачки достигали 34 сантиметров в длину.
Во впадине живёт эндемичный вид рыб семейства липаровых — Notoliparis kermadecensis — вторая по глубине обитания рыба из ультраабиссали с очень узким диапазоном глубин обитания — от 6472 до 7561 м. Там же на глубине 8200-8300 м была обнаружена рыба-жемчужница Echiodon neotes. Все остальные жемчужницы обитают в диапазоне глубин от 1800 до 2000 м и попадание жемчужницы на столь большую глубину необъяснимо.